# Cauloramphus intermedius
Cauloramphus intermedius är en mossdjursart som beskrevs av Arnold Girard Kluge 1962. Cauloramphus intermedius ingår i släktet Cauloramphus och familjen Calloporidae. Inga underarter finns listade i Catalogue of Life.